# Krčevina (Đurđenovac)
Krčevina je mjesto u Osječko-baranjskoj županiji. 

## Upravna organizacija
Upravnom je organizacijom u sastavu općine Đurđenovca.

## Promet
Nalazi se sjeverno od željezničke prometnice Virovitica – Našice, sjeverozapadno od Đurđenovca.

## Stanovništvo
| broj stanovnika |       |       |       |       |       |       |       |       |       | 71    | 178   | 199   | 155   | 161   | 135   | 115   | 98    |
|                 | 1857. | 1869. | 1880. | 1890. | 1900. | 1910. | 1921. | 1931. | 1948. | 1953. | 1961. | 1971. | 1981. | 1991. | 2001. | 2011. | 2021. |

## Vanjske poveznice
- http://www.djurdjenovac.hr/